# Pheia bisigna
Pheia bisigna är en fjärilsart som beskrevs av William James Kaye 1911. Pheia bisigna ingår i släktet Pheia och familjen björnspinnare. Inga underarter finns listade i Catalogue of Life.